# Fortunato Maria Farina
Fortunato Maria Farina (Baronissi, 8 marzo 1881 – Foggia, 20 febbraio 1954) è stato un arcivescovo cattolico italiano.

## Biografia
Fu ordinato sacerdote il 18 settembre 1904.
Il 21 giugno 1919 fu nominato vescovo di Troia. Ricevette l'ordinazione episcopale il 10 agosto 1919 per l'imposizione delle mani del cardinale Gaetano De Lai.
Il 18 dicembre 1924 fu nominato anche vescovo di Foggia.
Durante i devastanti bombardamenti di Foggia fu autore di una minuziosa e accorata relazione inviata a papa Pio XII per informarlo dell'accaduto.
Il 15 maggio 1951 rassegnò le dimissioni da vescovo di Troia.
Il 1º febbraio 1954 rassegnò le dimissioni da vescovo di Foggia e fu nominato arcivescovo titolare di Adrianopoli di Onoriade. Morì il 20 febbraio dello stesso anno. Fu sepolto nella cattedrale di Foggia.
Il 24 maggio 2008 si è conclusa la fase diocesana per la causa di canonizzazione.
Il 23 novembre Papa Francesco ha autorizzato la Congregazione delle Cause dei Santi a promulgare il Decreto sulle virtù eroiche del Servo di Dio, dichiarandolo Venerabile.

## Genealogia episcopale e successione apostolica
La genealogia episcopale è:
- Cardinale Scipione Rebiba
- Cardinale Giulio Antonio Santori
- Cardinale Girolamo Bernerio, O.P.
- Arcivescovo Galeazzo Sanvitale
- Cardinale Ludovico Ludovisi
- Cardinale Luigi Caetani
- Cardinale Ulderico Carpegna
- Cardinale Paluzzo Paluzzi Altieri degli Albertoni
- Papa Benedetto XIII
- Papa Benedetto XIV
- Papa Clemente XIII
- Cardinale Marcantonio Colonna
- Cardinale Giacinto Sigismondo Gerdil, B.
- Cardinale Giulio Maria della Somaglia
- Cardinale Carlo Odescalchi, S.I.
- Cardinale Costantino Patrizi Naro
- Cardinale Lucido Maria Parocchi
- Papa Pio X
- Cardinale Gaetano De Lai
- Arcivescovo Fortunato Maria Farina

La successione apostolica è:
- Vescovo Agostino Ernesto Castrillo (1953)